# Lista odcinków serialu Przystanek Alaska
Poniżej znajduje się lista odcinków serialu Przystanek Alaska.

## Seria 1
| Numer odcinka | Polski tytuł                          | Angielski tytuł                                  | Treść |
| ------------- | ------------------------------------- | ------------------------------------------------ | --- |
| 001 (01.01)   | Pilot                                 | Pilot                                            | Dr Joel Fleischman, świeżo upieczony lekarz przybywa na Alaskę, do pracy w szpitalu w Anchorage. Zostaje jednak skierowany jako lekarz rejonowy do Cicely, małego miasteczka kilkaset kilometrów dalej. Próbuje dostosowywać się do nowego otoczenia, szukając jednocześnie kruczków w kontrakcie. Scenariusz: Josh Brand, John Falsey, reżyseria: Josh Brand |
| 002 (01.02)   | Rozum, wiedza i wrodzona inteligencja | Brains, Know-How and Native Intelligence         | Doktor Fleischman nie może odnaleźć się w realiach małego prowincjonalnego miasteczka. Już na wejściu popada w konflikt z Maggie O’Connell, od której wynajmuje dom. Maurice Minnifield wyrzuca Chrisa z rozgłośni. Mieszkańcy głośno domagają się przywrócenia Stevensa. Ed prosi Joela o pomoc – wiele wskazuje na to, że jego wuj Anku jest poważnie chory. Mężczyzna jest uzdrowicielem i nie chce się zgodzić na wizytę u lekarza. Scenariusz: Stuart Stevens, reżyseria: Peter O‘Fallon |
| 003 (01.03)   | Soapy Sanderson                       | Soapy Sanderson                                  | Soapy Sanderson – sędziwy przyjaciel Maggie – pozostawia w spadku jej i Joelowi sforę psów i 100 akrów ziemi na odludziu. Spadkobiercy mają różne zdanie na temat zagospodarowania majątku. Joel jest gotów sprzedać ziemię Indianom. Podczas kolacji Maggie podrywa lekarza. Do Cicely przyjeżdża ekipa filmowa, chcąca nakręcić dokument o zmarłym. Scenariusz: Karen Hall (na podstawie opowieści Karen Hall i Jerry’ego Stahla), reżyseria: Steve Cragg                                   |
| 004 (01.04)   | Marzenia, plany i golf                | Dreams and Schemes and Putting Greens            | Shelly Tambo ma objawy ciąży. Zaczynają się przygotowania do ślubu, jednak Holling ma wątpliwości. Joel tęskni za grą w golfa, więc gdy w okolicy pojawiają się japońscy inwestorzy, chcący zbudować na Alasce kurort wypoczynkowy z polem do gry, pomaga Maurice'owi wywrzeć na gościach dobre wrażenie. Sam Minnifield nie może się pogodzić z odejściem Shelly. Scenariusz: Sean Clark, reżyseria: Dan Lerner                                                                              |
| 005 (01.05)   | Rosyjska grypa                        | Russian Flu                                      | Do doktora Fleischmana przylatuje na weekend jego narzeczona Elaine. Akurat w tym czasie w Cicely panuje epidemia grypy. Maggie dotrzymuje towarzystwa młodej prawniczce. Joel nie nadąża z przyjmowaniem chorych i staje wobec agresji pacjentów. W sukurs przychodzi mu „ hayo-hayo ipsenayo” – tajemniczy indiański specyfik Marilyn Whirlwind. Gdy chaos zostaje opanowany, Elaine także dopada grypa. Scenariusz: David Assael, reżyseria: David Carson                                  |
| 006 (01.06)   | Seks, kłamstwa i kasety Eda           | Sex, Lies and Ed's Tapes                         | Niespodziewanie w Cicely zjawia się Wayne, mąż Shelly z czasów licealnych. Zdezorientowany Holling postanawia odseparować się od Shelly do czasu załatwienia formalnego rozwodu. Tymczasem Wayne i dziewczyna zbliżają się do siebie. Urojona ciąża Shelly nie ułatwia sprawy. Odżywa „klątwa O’Connell” – Joel podejrzewa u Ricka nowotwór. Scenariusz: Josh Brand, John Falsey, reżyseria: Sandy Smolan                                                                                     |
| 007 (01.07)   | Spotkanie z niedźwiedziem             | A Kodiak Moment                                  | W okolicy pojawił się niedźwiedź Jesse, śmiertelny wróg Hollinga. Maurice Minnifield dowiaduje się o śmierci brata. Zostaje jedynym żyjącym przedstawicielem rodu, dlatego poszukuje dziedzica. Jego wybór pada na Chrisa. Joel leci z Maggie na pogadankę w szkole rodzenia. O’Connell krytykuje jego sposób prowadzenia zajęć. Scenariusz: Steve Wasserman, Jessica Klein, reżyseria: Max Tash                                                                                              |
| 008 (01.08)   | Zorza polarna                         | The Aurora Borealis: A Fairy Tale for Big People | Mieszkańców Cicely prześladuje księżyc w pełni. Dr Fleischman poznaje legendę Adama. Wkrótce ma okazję sam go poznać. W miasteczku pojawia się na Harleyu czarnoskóry księgowy z Portland. Mieszkańcy zauważają niespotykane podobieństwo w zachowaniu Bernarda i Chrisa. Scenariusz: Kevin Murphy, reżyseria: Fred Gerber |

## Seria 2
| Numer odcinka | Polski tytuł            | Angielski tytuł     | Treść |
| ------------- | ----------------------- | ------------------- | --- |
| 009 (02.01)   | Pożegnanie              | Goodbye to All That | Joel szykuje się do dwutygodniowego urlopu w Nowym Jorku. Dostaje list od narzeczonej, która wychodzi za mąż za innego. Holling kupuje Shelly antenę telewizyjną odbierającą 200 kanałów. Dziewczyna uzależnia się od oglądania tv. Scenariusz: Robin Green, reżyseria: Stuart Margolin |
| 010 (02.02)   | Pocałunek               | The Big Kiss        | Widok pięknej nieznajomej odbiera Chrisowi głos. Ratunkiem ma być noc z najpiękniejszą kobietą w okolicy – według Chrisa jest nią Maggie. Ed próbuje się dowiedzieć kim byli jego rodzice. Z pomocą przychodzi mu Ten który czeka, indiański duch. Scenariusz: Henry Bromell, reżyseria: Sandy Smolan |
| 011 (02.03)   | Wszystko marność        | All is Vanity       | Pod wpływem Shelly Holling postanawia poddać się obrzezaniu. Joel stanowczo mu to odradza. W poczekalni doktora umiera pacjent. Nikt nie wie, kim jest tajemniczy mężczyzna, ale lokalna społeczność postanawia wyprawić mu pogrzeb. Maggie odwiedza jej apodyktyczny ojciec. Korzystając z nieobecności Ricka, przedstawia Joela jako swojego chłopaka. Scenariusz: Andrew Schneider, Diane Frolov, reżyseria: Nick Marck                                         |
| 012 (02.04)   | Poświęcenie dla miłości | What I Did for Love | Maggie ma niepokojące sny – Joel zginie w katastrofie lotniczej. Za radą Chrisa postanawia go ostrzec. Mimo to lekarz nadal wybiera się na urlop. Mieszkańcy żegnają Fleischmanna. Jego zastępca, dr Ginsberg szybko zjednuje sobie sympatię pacjentów. Maurice’a odwiedza jedna z „kosmicznych groupies” – jej niepokój wzbudza bezdech senny u Minnifielda. Miasteczko przygotowuje się do rocznicy założenia. Scenariusz: Ellen Herman, reżyseria: Steve Robman |
| 013 (02.05)   | Idzie wiosna            | Spring Break        | Nadchodzi wiosna, w powietrzu czuć napięcie. Holling jak co roku szuka partnera do pojedynku, Shelly interesuje się książkami, Cicely wstrząsa fala kradzieży radioodbiorników, a Maurice jest zafascynowany służbistką-funkcjonariuszką Semanski. Scenariusz: David Assael, reżyseria: Rob Thompson |
| 014 (02.06)   | Wojna i pokój           | War & Peace         | Do Cicely przybywa światowej sławy śpiewak operowy. Wizyta Rosjanina nie cieszy Maurice’a. Ich emocjonująca partia szachów kończy się wyzwaniem na pojedynek, na śmierć i życie. Holling cierpi na bezsenność. Ed przeżywa swoją pierwszą miłość. Zwraca się z prośbą do Chrisa o pomoc przy napisaniu miłosnego listu. Scenariusz: Robin Green, Henry Bromell, reżyseria: Bill D‘Elia                                                                             |
| 015 (02.07)   | Wolny taniec            | Slow Dance          | Satelita telewizyjny spada na ziemię i zabija Ricka. Potwierdza się „klątwa O’Connell”, przez co niektórzy odsuwają się od Maggie. Do miasteczka przyjeżdża znajoma Hollinga sprzed lat. Ich wspólne wspomnienia deprymują Shelly. Maurice ma klientów na jedną z nieruchomości. Wycofuje się ze sprzedaży pensjonatu gdy odkrywa, że nowi znajomi są gejami. Scenariusz: Diane Frolov, Andrew Schneider, reżyseria: David Carson                                  |

## Seria 3
| Numer odcinka | Polski tytuł              | Angielski tytuł        | Treść |
| ------------- | ------------------------- | ---------------------- | --- |
| 016 (03.01)   | Wyboista droga ku miłości | The Bumpy Road to Love | Podczas uroczystości odsłonięcia pomnika zmarłego narzeczonego Maggie odkrywa, że Rick prowadził podwójne życie. Dziewczyna upija się w barze i nie stroni od przytyków w kierunku mężczyzn. Maurice jest pod wrażeniem inspektor Semanski. Kobieta jednak rzuca go, gdy odkrywa, że Minnifield ukrywa dochód przed fiskusem. Joel pod przymusem udaje się na wizytę domową do Adama. Jego żona Ewa jest hipochondryczką. Lekarz zostaje uwięziony. Scenariusz: Martin Sage, Sybil Adelman, reżyseria: Nick Marck                                              |
| 017 (03.02)   | Tylko ty                  | Only You               | Wszystkie kobiety w mieście szaleją za Chrisem. Joel jest zafascynowany zjawiskiem, które podobno zdarzało się już DJ-owi parokrotnie. Jedynie obwoźna okulistka jest nieczuła na zapach Chrisa. Lekarka diagnozuje u Maggie kłopoty ze wzrokiem, przez co O’Connell ma problem ze swoim wiekiem. Nieudane zdjęcie do galerii NASA staje się przyczyną sporu między Hollingiem i Maurice’em. Mężczyźni ponownie kłócą się o Shelly, przedstawiając dwie wersje tamtych wydarzeń. Scenariusz: Ellen Herman, reżyseria: Bill D’Elia                              |
| 018 (03.03)   | Głusza                    | Oy Wilderness          | Podczas podróży samolot Maggie i Joela ma awarię. Przymusowe lądowanie wiąże się z perspektywą spędzenia kilku dni w głuszy w oczekiwaniu na pomoc. Okazuje się, że mężczyzna jest całkowicie nieporadny w takich warunkach. W odwiedziny do Shelly przyjeżdża Cindy, nowa żona Wayne’a, prosząc dawną przyjaciółkę aby się z nim rozwiodła. Scenariusz: Robin Green, reżyseria: Miles Watkins |
| 019 (03.04)   | Zwierzęta to my           | Animals 'R Us          | Maggie jest przekonana, że malamut, który się do niej przybłąkał, jest inkarnacją zmarłego narzeczonego. Maurice proponuje Marilyn spółkę – Indianka z powodzeniem prowadzi fermę strusi. Pod wpływem zachęt korespondentów, Stevena Spielberga i Martina Scorsese, Ed postanawia nakręcić swój film. Brakuje mu jednak dobrego pomysłu. Scenariusz: Robin Green, Sybil Adelman, reżyseria: Nick Marck |
| 020 (03.05)   | Jules i Joel              | Jules et Joel          | Do miasteczka przybywa brat-bliźniak Joela, Jules. Mężczyzna jest zupełnym przeciwieństwem lekarza – kontaktowy, czarujący, zabawny. Bracia zamieniają się miejscami. W rezultacie Joel trafia do aresztu, gdzie odbywa sesję z samym Freudem. Tymczasem Chris prowadzi nową audycję, w której zachęca słuchaczy do przyznawania się do winy i przepraszania. Do studia dzwoni szaleniec, który po latach uciekania przed policją pragnie oddać się w ręce Chrisa. Scenariusz: Stuart Stevens, reżyseria: Jim Hayman                                           |
| 021 (03.06)   | Podejrzane ciało          | The Body in Question   | Chris Stevens łowiąc ryby natrafia na zamrożone w bryle lodu ciało francuskiego podróżnika z początku XIX w. Maggie i Holling tłumaczą z francuskiego znaleziony przy nim dziennik. Wynika z niego, że tajemniczy mężczyzna podróżował po Alasce z cesarzem Napoleonem Bonaparte. Okazuje się, że Holling ma szlacheckie pochodzenie, ale ukrywa to bo jego przodkowie znani byli ze swego okrucieństwa. Scenariusz: Henry Bromell, reżyseria: David Carson |
| 022 (03.07)   | Korzenie                  | Roots                  | Po śmierci męża Elaine przyjeżdża do Cicely. Maggie naciska na Joela, by okazał byłej narzeczonej zrozumienie. Chrisowi śnią się afrykańscy tancerze. Przyjeżdża Bernard. Ma dla niego część spadku po ojcu. Do Joela przychodzi Adam, domaga się pieniędzy na ubezpieczenie zdrowotne. Gdy lekarz odmawia, mężczyzna przyjmuje wyzwanie Hollinga i na kilka dni zostaje kucharzem w Brick. Scenariusz: Dennis Koenig, Jordan Budde, reżyseria: Sandy Smolan                                                                                                   |
| 023 (03.08)   | Polowanie                 | A-Hunting We Will Go   | Maggie i Joel spierają się na temat zabijania zwierząt. Fleischman, Stevens i Vincoeur ruszają na polowanie, które o dziwo, bardzo się lekarzowi podoba. Ruth-Anne kończy 75 lat. Ed boi się, że kobiecie zostało już niewiele życia, dlatego wyręcza ją we wszystkim i szuka dla niej właściwego prezentu urodzinowego. Scenariusz: Craig Volk, reżyseria: Bill D’Elia |
| 024 (03.09)   | Bądź realistą             | Get Real               | Z powodu awarii auta w miasteczku zatrzymuje się ekipa cyrkowa. Latający Człowiek zakochuje się, od pierwszego wejrzenia, w Marilyn. Stevens dyskutuje z kierownikiem trupy o zagadnieniach fizyki. Joel uświadamia sobie, że jego znajomi ze studiów robią kariery i rozwijają się, a on tkwi na Alasce. Rozpoczyna specjalizację z endokrynologii. Shelly obraża się na Hollinga za uwagę o jej dużych stopach. Wyprowadza się do Maggie, która zachwala jej zalety samotnego życia. Scenariusz: Diane Frolov, Andrew Schneider, reżyseria: Michael Katleman |
| 025 (03.10)   | Goście z Seulu            | Seoul Mates            | Idą święta Bożego Narodzenia. Maurice’a odwiedza koreański syn z rodziną, o istnieniu którego nie miał pojęcia. Maggie przygotowuje się psychicznie do wizyty w rodzinnym domu. Kiedy jednak otrzymuje wiadomość, że rodzice odwołują wspólne święta, nie cieszy się. Joel ulega atmosferze i sprawia sobie choinkę. Nie wie jednak, co z nią zrobić. Shelly tęskni za tradycyjną pasterką. Scenariusz: Diane Frolov, Andrew Schneider, reżyseria: Jack Bender                                                                                                 |
| 026 (03.11)   | Gadające sosny            | Dateline Cicely        | Maurice dochodzi do wniosku, że lokalna gazeta jest nieciekawa. Zatrudnia Adama jako reportera. Joel jest oburzony ogłupianiem czytelników. Hollingowi grozi zamknięcie baru bo od lat nie płacił podatków. Proponuje Chrisowi udziały w Brick. Stevens zmienia oblicze baru. Scenariusz: Jeff Melvoin, reżyseria: Michael Fresco |
| 027 (03.12)   | Nasze plemię              | Our Tribe              | W ramach podziękowania za leczenie pewna Indianka chce adoptować Joela i przyjąć go do plemienia. Początkowo lekarz odmawia, później jednak przechodzi kolejne etapy przygotowań. Holling wysyła Shelly w rodzinne strony oraz zamyka bar pod pretekstem renowacji parkietu. Maggie odkrywa, że za tajemniczym zachowaniem mężczyzny kryje się romantyczna historia z astronomią w tle. Scenariusz: David Assael, reżyseria: Lee Shallet |
| 028 (03.13)   | Wszystko przemija         | Things Become Extinct  | Ed odpowiada na ogłoszenie w czasopiśmie branżowym i kręci film o czymś wyjątkowym. Towarzyszy Irze Wingfeatherowi, który rzeźbi tradycyjne flety. Joel poszukuje innych Żydów na Alasce, przez co czuje się jeszcze bardziej osamotniony. Umiera długowieczny wujek Hollinga. Mężczyzna udaje się do ukrytej w lesie bimbrowni, gdzie przy mocnym alkoholu robi rozrachunek dotychczasowych osiągnięć. Scenariusz: Robin Green na podstawie historii Mitchell Burgess, reżyseria: Dean Parisot                                                                |
| 029 (03.14)   | Pożar                     | Burning Down the House | Do Maggie przyjeżdża matka. O’Connell jest zdruzgotana informacją o rozwodzie rodziców. Przez przypadek Jane zaprósza ogień w domu córki. Joel podejrzewa, że mrukliwy kominiarz to legendarny golfista, który po nieudanych mistrzostwach nagle zakończył karierę. Chris przygotowuje szokujący performance – chce wystrzelić z katapulty krowę. Gdy dowiaduje się, że ktoś już tego przed nim dokonał, załamuje się. Inspiracja przychodzi podczas spaceru na zgliszczach domu Maggie. Scenariusz: Robin Green, reżyseria: Rob Thompson                      |
| 030 (03.15)   | Amerykańska demokracja    | Democracy in America   | Edna Hancock zarzuca Hollingowi, że jako burmistrz nie dopełnił obiecanego przed laty słowa i nie postawił koło jej domu znaku stop. W Cicely trwa zacięta kampania wyborcza. Joel i Maggie zostają wyznaczeni do komisji. Chris, chociaż pozbawiony prawa do głosowania, przeżywa demokratyczne uniesienia. Ed odkrywa, że nie ma poglądów politycznych. Scenariusz: Jeff Melvoin, reżyseria: Michael Katleman |
| 031 (03.16)   | Trzej amigos              | Three Amigos           | Holling i Maurice ruszają ze zwłokami dawnego przyjaciela w długą i niebezpieczną podróż. Przed laty obiecali mężczyźnie, że spalą go w Nienazwanym Miejscu. Scenariusz: Robin Green, Mitchell Burgess, reżyseria: Mathew Nodella |
| 032 (03.17)   | Zgubiony i odnaleziony    | Lost and Found         | Joel dowiaduje się, że przed laty w jego domu pewien mężczyzna popełnił samobójstwo. Szuka informacji na ten temat i odkrywa, jak wiele go łączy ze zmarłym. Do gabinetu lekarza przychodzi Ewa. Domaga się dokładnych badań. Kobieta nie cierpi na rzadkie schorzenie, lecz jest w ciąży. Minnifielda odwiedza dawny dowódca. Ma problemy finansowe. Scenariusz: Diane Frolov, Andrew Schneider, reżyseria: Steve Robman |
| 033 (03.18)   | Matka i siostra           | My Sister/My Mother    | W poczekalni Joela ktoś podrzucił kilkumiesięczną dziewczynkę. Mieszkańcy miasteczka angażują się w poszukiwania matki oraz opiekę nad dzieckiem. Shelly odwiedza matka. Kobieta młodo urodziła i ze swoją córką ma koleżeńskie stosunki. Chce jej przedstawić swojego dwudziestoparoletniego narzeczonego. Kenny jest przekonany, że Tammy i Shelly są siostrami. Joel diagnozuje u Adama syndrom kuwady. Scenariusz: Kate Boutilier, Mitchell Burgess, reżyseria: Rob Thompson                                                                               |
| 034 (03.19)   | Przebudzenie              | Wake Up Call           | Nadchodzi wiosna. Shelly ma problemy ze skórą, która schodzi jej płatami. Z pomocą przychodzi Leonard. Szaman postanawia uzdrawiać także białych, dlatego towarzyszy Joelowi w pracy. Zwraca mu uwagę na to, że nie patrzy na pacjentów całościowo. Nocami pod domy podchodzą niedźwiedzie. Maggie spotyka w lesie tajemniczego mężczyznę, Artura. Scenariusz: Diane Frolov, Andrew Schneider, reżyseria: Nick Marck |
| 035 (03.20)   | Ostatnia granica          | Final Frontier         | Ed informuje Hollinga, że niedźwiedź Jesse nie żyje. Mężczyzna od lat marzył o pokonaniu zwierzęcia. Pensjonat Roba i Ericka przyjmuje wielu japońskich turystów. Maurice Minnifield jest ich bohaterem. Astronauta ma przeprowadzić dla nich wykład. Do Cicely trafia tajemnicza paczka. Nikt nie zna adresata, a liczne znaczki świadczą o długiej drodze, jaką przebyła. Mieszkańcy są ciekawi jej zawartości. Nad miasteczkiem pojawia się zorza polarna. Scenariusz: Jeffrey Vlaming, reżyseria: Tom Moore                                                |
| 036 (03.21)   | Zdarzyło się w Juneau     | It Happened in Juneau  | Joel ekscytuje się konferencją lekarzy w Juneau. Już na wejściu jest natarczywie podrywany przez pewną panią doktor. Tak się składa, że trafia do jednego hotelowego apartamentu z Maggie. Atmosfera między nimi robi się gorąca, gdy O’Connell zasypia. Tymczasem z Afryki powraca Bernard. Chris ma problemy z wyrażaniem myśli, po raz pierwszy bracia nie nadają na tych samych falach. Scenariusz: David Assael and Robert Robinowitz, reżyseria: Michael Katleman                                                                                        |
| 037 (03.22)   | Ślub                      | Our Wedding            | Zbliża się ślub Adama i Ewy. Shelly z pasją organizuje wieczór panieński. Holling ma wyrzuty sumienia, że swoją odmową odebrał dziewczynie coś ważnego. Maggie jest przekonana, że w Juneau między nią a Joelem doszło do zbliżenia. Gdy prawda wychodzi na jaw, czuje się nieatrakcyjna i odtrącona. Ewa ucieka sprzed ołtarza. Okazuje się, że jest dziedziczką sporej fortuny. Maurice’a odwiedza oficer Semanski. Powodem wizyty jest skarga sąsiada. Scenariusz: Diane Frolov, Andrew Schneider, reżyseria: Nick Marck                                    |
| 038 (03.23)   | Cicely                    | Cicely                 | Joel potrąca sędziwego mężczyznę. Był on jednym z pierwszych mieszkańców Cicely, przyjechał w te strony właśnie na obchody stulecia miasta. Opowiada historię założycielek, dwóch lesbijek – Roselyn i Cicely. Według mężczyzny jednym z rezydentów był sam Franz Kafka. Scenariusz: Diane Frolov, Andrew Schneider, reżyseria: Rob Thompson |

## Seria 4
| Numer odcinka | Polski tytuł          | Angielski tytuł         | Treść |
| ------------- | --------------------- | ----------------------- | --- |
| 039 (04.01)   | Urodziny              | Northwest Passages      | Nadchodzą 30 urodziny Maggie. Wyjeżdża samotnie na biwak, by wzorem Indian pisać listy do osób ważnych w jej życiu. Marilyn postanawia zrobić prawo jazdy. O pomoc prosi Chrisa. Maurice przygotowuje się do wydania swojej autobiografii. Doprowadza mieszkańców do szału, chodząc ciągle z dyktafonem. Joel dostaje wyniki badań okresowych O’Connell. Razem z Edem ruszają jej na ratunek. Scenariusz: Robin Green, reżyseria: Dean Parisot |
| 040 (04.02)   | Północne słońce       | Midnight Sun            | W Cicely trwa dzień polarny. Nieprzyzwyczajony do tego Joel cierpi na nadmiar energii i bezsenność. Nachalnie podrywa Maggie oraz trenuje lokalną drużynę przed ważnym meczem. Shelly angażuje się w doping drużyny, co nie pozostaje bez wpływu na Hollinga. Do miasteczka przyjeżdża obwoźny sprzedawca. Ma dla Ruth-Anne zaskakującą propozycję. Scenariusz: Geoffrey Neigher, reżyseria: Michael Katleman |
| 041 (04.03)   | Nie ma ideałów        | Nothing's Perfect       | Chris potrąca psa. Jego właścicielką jest zdolna matematyczka i miłośniczka zwierząt. Oboje wpadają sobie w oko. Maurice kupuje na aukcji drogi, zabytkowy zegar. Do Cicely przyjeżdża ekscentryczny młody zegarmistrz. Radość Minnifielda z nowego zakupu psuje fakt, że zegar spóźnia się kilka minut. Scenariusz: Diane Frolov, Andrew Schneider, reżyseria: Nick Marck |
| 042 (04.04)   | Bohaterowie           | Heroes                  | Chris otrzymuje nietypową przesyłkę. Staje przed problemem wyboru właściwej formy pochówku swojego najlepszego przyjaciela i mentora. Joel przypomina mu o względach sanitarnych. Do Cicely przez przypadek trafia gwiazda zespołu heavymetalowego, Brad Bonner. Shelly szaleje za swoim idolem, co niepokoi Hollinga. Ed angażuje się w pomysł muzyka, by nakręcić jego koncert z indiańskimi bębniarzami. Chrisowi śni się ostatnia wieczerza. Scenariusz: Jeffrey Vlaming, reżyseria: Chuck Braverman                                                                                             |
| 043 (04.05)   | Baloniarz             | Blowing Bubbles         | W okolicy pojawia się tajemniczy mieszkaniec. „Facet z balonu”, czyli Mike Monroe deklaruje, że cierpi na alergie wywołane skażeniem środowiska naturalnego i postępem cywilizacyjnym. Joel nie traktuje go poważnie, ale Maggie jest zafascynowana nowym znajomym. Ruth-Anne odwiedza jej materialistyczny syn, Matthew. Mężczyzna deklaruje, że chce zerwać z dotychczasowym wyniszczającym życiem i prowadzić spokojne życie na Alasce. Scenariusz: Mark Perry, reżyseria: Rob Thompson |
| 044 (04.06)   | W pojedynkę           | On Your Own             | Do miasteczka powraca Flying Man ze swoją trupą. Cicely opanowują niecodzienne postaci. Joel chce zrobić Bellatiemu komplet badań, by rozwikłać zagadkę jego milczenia. Tymczasem mężczyzna próbuje wrócić do Marilyn. Ed cierpi na kryzys twórczy. W złowionej rybie odnajduje pierścień z inicjałami „F.F”. Od tej pory zaczyna mieć omamy związane z Federico Fellinim. Przesyłka z Korei powoduje rozdrażnienie u Maurice’a. Monroe i O’Connell pomagają mu w sporządzeniu nowego testamentu, uwzględniającą syna Duk Wona. Scenariusz: Sy Rosen, Christian Williams, reżyseria: Joan Tewkesbury |
| 045 (04.07)   | Złe nasienie          | The Bad Seed            | Do baru przybywa kobieta przedstawiająca się jako córka Hollinga. Vincoeur całe życie był przekonany, że jest bezpłodny. Shelly jest pod ogromnym wpływem oszustki. Jackie nie ukrywa, że jedyne co ją interesuje, to pieniądze Hollinga. Do Eda przylatuje Księżniczka – żuraw, którego chłopak ocalił jako pisklę. Ptak nie chce się usamodzielnić. Chris i Ed postanawiają mu w tym pomóc. Marilyn wyprowadza się od rodziców. Chce, aby Maggie znalazła jej dom marzeń. Żadna oferta nie odpowiada Whirlwind. Scenariusz: Mitchell Burgess, reżyseria: Randall Miller                            |
| 046 (04.08)   | Święto Dziękczynienia | Thanksgiving            | Zbliża się święto dziękczynienia. Z tej okazji Indianie obrzucają białych pomidorami. Chris nie cieszy się z przygotowań do parady. Odkrywa, że przyczyną jest tęsknota za więzieniem. Joel dostaje list urzędowy z którego wynika, że z powodu inflacji musi odpracować na Alasce jeszcze jeden rok. Wściekły doktor udaje się po poradę prawną do Mike’a Monroe, ale zdaniem adwokata kontrakt jest ważny. Scenariusz: Mitchell Burgess, reżyseria: Randall Miller |
| 047 (04.09)   | Zrób, co należy       | Do The Right Thing      | Po śmierci kolegi-pilota, Maggie postanawia zmienić swoje życie na lepsze. Niestety, zaczyna cierpieć na bóle brzucha. Do baru Hollinga przybywa skrupulatny inspektor sanepidu. Do Maurice’a zgłasza się były oficer KGB – chce mu sprzedać jego tajne akta. Minnifield przypomina sobie o pewnym kompromitującym wydarzeniu w swej karierze. Scenariusz: Diane Frolov, Andrew Schneider, reżyseria: Nick Marck |
| 048 (04.10)   | Zbrodnia i kara       | Crime and Punishment    | Chris zostaje aresztowany i ma być wydany Wirginii Zachodniej, gdzie przed laty naruszył postanowienia zwolnienia warunkowego. Minnifield angażuje Mike’a jako adwokata. Monroe stara się udowodnić przed sądem, że Chris przeszedł głęboką przemianę wewnętrzną. Na świadków powołuje mieszkańców Cicely. Scenariusz: Jeff Melvoin, reżyseria: Rob Thompson |
| 049 (04.11)   | Przetrwanie gatunków  | Survival of the Species | Podczas prac hydraulicznych w ogródku Maggie odkopuje dobrze zachowane indiańskie przedmioty. Na miejscu szybko pojawia się Maurice, który ma dla niej ofertę dotyczącą znalezisk. Ed ma apokaliptyczny sen. Przerażony zanieczyszczeniem środowiska udaje się do Mike’a Monroe. Wpadają na pomysł nakręcenia materiału na ten temat. Do Cicely przybywa zbuntowany 12-latek, który uciekł z wakacyjnego obozu. Brad zakochuje się w Shelly. Chris i Holling widzą w chłopcu siebie sprzed lat. Scenariusz: Denise Dobbs, reżyseria: Dean Parisot                                                    |
| 050 (04.12)   | Objawienia            | Revelations             | Joel od tygodni nie miał pacjentów, przez co staje się nieznośny. Ruth-Anne korzysta z prawa pierwokupu i uniezależnia się od Maurice’a. Minnifield nie może znieść utraty kontroli nad sklepem. Oboje w swoje rozgrywki wplątują Eda. Chris postanawia wykorzystać urlop na dniach skupienia w klasztorze. Jest zafascynowany jednym z mnichów. Scenariusz: Diane Frolov, Andrew Schneider, reżyseria: Daniel Attias |
| 051 (04.13)   | Duety                 | Duets                   | Eda znów odwiedza Ten który czeka. Duch odnalazł jego ojca. Ed dołącza do ekipy remontowej Pete’a, by go lepiej poznać. Mike i Maggie całują się. Dziewczyna wpada w panikę, że jej związek z Monroe ściągnie na niego „klątwę O’Connell”. W barze Hollinga pojawia się niewidomy stroiciel pianin. Ma nieprzyjemny charakter, a naprawa instrumentu przeciąga się i drożeje. Scenariusz: Geoffrey Neighor, reżyseria: Win Phelps |
| 052 (04.14)   | Grosse Point          | Grosse Pointe, 48230    | Maggie przekupuje Joela, by udał się z nią na 80 urodziny babci. Wszystko idzie nie tak. Jubilatka zamyka się w łazience, bratowa Maggie chce zostawić męża, a Joel poznaje dawnego chłopaka O’Connell. Scenariusz: Robin Green, Mitchell Burgess, reżyseria: Michael Katleman |
| 053 (04.15)   | Krzywa nauki          | Learning Curve          | Do miasteczka przybywa nauczycielka i pilotka, Jane. Między nią a Maggie dochodzi do spięcia. Holling wraca do szkoły – postanawia uzupełnić braki w edukacji. Marilyn wyjeżdża na urlop do Seattle. Joel wariuje ze strachu o swoją recepcjonistkę. Scenariusz: Jeffrey Vlaming, reżyseria: Michael Vittes |
| 054 (04.16)   | Zły wiatr             | Ill Wind                | W miasteczku panuje nerwowa atmosfera. Podobno przyczyną jest silny wiatr, wiejący normalnie o tej porze. Chris ratuje Maurice’a przed upadkiem z dachu. Minnifield chce spłacić swój dług wdzięczności. Podczas sprzeczki w barze Maggie nokautuje Joela. Między nimi wybucha wojna totalna, a próba porozumienia kończy się niespodziewanym obrotem wydarzeń. Przyjaciele martwią się o Eda – chłopak ciągle rozmawia o formach popełnienia samobójstwa. Scenariusz: Jeff Melvoin, reżyseria: Rob Thompson                                                                                         |
| 055 (04.17)   | Nietrafiona miłość    | Love's Labour Mislaid   | Joel jest zdezorientowany zachowaniem Maggie. Okazuje się, że kobieta nie pamięta o zbliżeniu. O’Connell postanawia powiedzieć Mike'owi o tym, co zaszło. Ruth-Anne i Holling ruszają na poszukiwania sikorki syberyjskiej, rzadko widywanej na Alasce. Wujek Anku ma dla Eda kandydatkę na żonę. Scenariusz: Jeff Melvoin, reżyseria: Joe Napolitano |
| 056 (04.18)   | Światła północy       | Northern Lights         | W Cicely nastają najkrótsze dni w roku. Joel dowiaduje się, że z powodu braku zastępstwa jego zaplanowany urlop zostaje odwołany. Ogłasza strajk, a mieszkańcy grożą mu procesem. W rozgłośni Bernard zastępuje Chrisa – jego brat jest pochłonięty tworzeniem nowej instalacji. W miasteczku pojawia się pierwszy bezdomny. Scenariusz: Diane Frolov, Andrew Schneider, reżyseria: Bill D’Elia |
| 057 (04.19)   | Rodzinny spór         | Family Feud             | W Cicely ma zostać odsłonięty totem rodziny Marilyn. Jeden z elementów rzeźby doprowadza do odnowienia sporu między klanami Kruków i Niedźwiedzi. Joel z zazdrością patrzy na Mike’a i Maggie. Próbuje określić, co tak naprawdę łączyło go z O’Connell. Tymczasem Shelly ma omamy – widzi tańcerzy. Joel sugeruje chorobę psychiczną, ale Leonard doradza jej małżeństwo. Scenariusz: David Assael, reżyseria: Adam Arkin |
| 058 (04.20)   | Tęsknota za domem     | Homesick                | Joel przedstawia Mike'owi wyniki – mężczyzna jest całkowicie zdrowy. Maggie nie kryje swej radości, jednak jej partner postanawia opuścić Alaskę i wyjechać z misją Greenpeace'u. Shelly odkrywa, że po ślubie zmieniło się jej nastawienie do niektórych kwestii. Dostaje zgodę Hollinga na drobne zmiany w mieszkaniu. Niestety, ostateczny efekt zaprowadza świeżo upieczonego męża do gabinetu Joela. Ten zaś nie może znieść faktu, że mieszkańcy Cicely traktują Monroe jak bohatera. Scenariusz: Jeffrey Vlaming, reżyseria: Nick Marck                                                       |
| 059 (04.21)   | Wielka uczta          | The Big Feast           | Minnifield organizuje wystawne przyjęcie z okazji 25-lecia stacji radiowej. W trakcie przygotowań pojawia się Adam wraz z Ewą i ich synkiem. Mieszkańcy szykują się do największego wydarzenia towarzyskiego sezonu. Shelly przez nieuwagę zbija butelkę najdroższego wina. Joel odkrywa, że jako jedyny nie dostał zaproszenia na imprezę. Scenariusz: Robin Green, Mitchell Burgess, reżyseria: Rob Thompson |
| 060 (04.22)   | Kadisz                | Kaddish for Uncle Manny | Umiera wujek Joela. Lekarz obiecuje żonie zmarłego, że zmówi za niego tradycyjną żydowską modlitwę. Potrzeba do tego minjanu, tj. 10 dorosłych żydów. Przyjaciele organizują się i postanawiają mu pomóc. Marilyn poszukuje partnera do turnieju tańca. Zwraca uwagę na Hollinga. Do Cicely przyjeżdżają bracia Millerowie. Ma dojść do pojedynku między nimi a Chrisem i Bernardem. Scenariusz: Jeff Melvoin, reżyseria: Michael Lange |
| 061 (04.23)   | Błoto i krew          | Mud and Blood           | Nadchodzi wiosna, Cicely tonie w błocie, wszyscy cierpią z powodu komarów. Shelly wpada w obłęd sprzątania, a Holling czuje nieodpartą potrzebę siania. Z tego powodu zatrudnia się na farmie. Maurice sprowadza świnię przeszkoloną do szukania trufli. Maggie ratuje życie Dave’a, co sprawia, że mieszkańcy nabierają przeświadczenia o jej nadprzyrodzonym dobrym wpływie. Scenariusz: Diana Frolov, Andrew Schneider, reżyseria: Jim Charleston |
| 062 (04.24)   | Sypiając z wrogiem    | Sleeping With the Enemy | Przejęty zanikaniem języka Indian, Ed angażuje starszyznę do dubbingu filmu. Maurice’a odwiedza syn Duk Won z narzeczoną. Prosi ojca o zgodę na ślub. Ron odkrywa, że przyszła synowa Minnifielda jest córką koreańskiego pułkownika, znanego z okrucieństwa wobec jeńców. Shelly bardzo przeżywa swoją ciążę oraz macierzyństwo. Holling przeżywa brak seksu. Chris doradza seks transcendentalny. Scenariusz: Robin Green, Mitchell Burgess, reżyseria: Frank Prinzi |
| 063 (04.25)   | Stare drzewo          | Old Tree                | Shelly nie może mówić – kiedy tylko otwiera usta, zaczyna śpiewać. Joel podejrzewa zaburzenia psychiczne. To nie jedyny dziwny przypadek w tym czasie – Stara Vicky, dorodna topola na polu Minnifielda, obumiera. Mieszkańcy nie zgadzają się na jej ścięcie, dopóki Joel nie postawi diagnozy. Lekarz dokształca się z botaniki i stara unikać Maggie – za każdym razem, gdy kobieta okazuje mu sympatię, doktor robi sobie niechcący krzywdę. Scenariusz: Diane Frolov, Robin Green, reżyseria: Michael Fresco                                                                                    |

## Seria 5
| Numer odcinka | Polski tytuł                   | Angielski tytuł                   | Treść |
| ------------- | ------------------------------ | --------------------------------- | --- |
| 064 (05.01)   | Trzech lekarzy                 | Three Doctors                     | Joela dopada tajemnicza gorączka lodowcowa. Lekarz zaprzecza istnieniu takiej choroby i próbuje leczyć się konwencjonalnymi metodami. Mieszkańcy Cicely troskliwie opiekują się swoim doktorem. Na prośbę Marilyn pacjentów w przychodni przyjmuje Leonard. Rozpoznaje on przyczynę dziwnego zachowania Eda – chłopak budzi się rano w dziwnych miejscach. Okazuje się, że Ed ma predyspozycje do bycia uzdrowicielem. W 18 tygodniu ciąży Shelly nagle przestaje śpiewać. Z rozwiązaniem zagadki ponownie przychodzi Leonard. Scenariusz: Diane Frolov, Andrew Schneider, reżyseria: Daniel Attias                                                                                         |
| 065 (05.02)   | Tajemniczy sklep ze starociami | The Mystery Of The Old Curio Shop | Zniżka dla seniorów w kinie, odwiedziny dawnych, nieco zniedołężniałych znajomych, zawał – wszystko przypomina Maurice'owi o jego wieku. Maggie szuka prezentu ślubnego dla ojca i jego nowej partnerki. Z tej okazji trafia do sklepu z antykami. Zachowanie właścicieli zastanawia O’Connell. Przypomina sobie ulubioną lekturę z dzieciństwa, której bohaterką była inteligentna detektyw-pilot. Joel również prowadzi śledztwo – w języku Indian natrafia na wiele słów brzmiących identycznie jak jidysz. Scenariusz: Rogers Turrentine, reżyseria: Michael Fresco |
| 066 (05.03)   | Szczęki życia                  | Jaws Of Life                      | Maurice dostaje propozycję ze słynnego Muzeum Figur Woskowych Madame Tussaud w Londynie. Maurice’em targają sprzeczne uczucia na widok własnego sobowtóra. Joel wyjeżdża, uprzednio zostawiając Chrisowi tabletki na nadciśnienie. DJ-owi trudno przyzwyczaić się do myśli, że w przeciwieństwie do swoich przodków może dożyć późnej starości, co wiąże się z wzięciem odpowiedzialności za swoją przyszłość. Cicely odwiedza obwoźny dentysta. Mieszkańcy miasteczka zachowują się przy nim nienaturalnie. Scenariusz: Mitchell Burgess, Robin Green, reżyseria: Jim Charleston |
| 067 (05.04)   | Alter ego                      | Altered Egos                      | Chrisa odwiedza jego brat Bernard z nową dziewczyną. Okazuje się, że parę lat wcześniej ona i Chris byli parą, jednak Stevens niczego nie pamięta. Dziewczyna stwierdza, że podobieństwa między braćmi sięgają dalej, niż im się wydaje. Chris i Bernard mają problem ze swoją odrębnością. Joel z przerażeniem odkrywa, jak bardzo Alaska zmieniła jego osobowość. Z tego powodu zamawia nowojorskie przysmaki i planuje obejrzeć filmy związane z rodzinnym miastem. Marilyn zrywa z chłopakiem. Okazuje się, że nie tylko Teda spławiła po przeczytaniu karty pacjenta. Scenariusz: Jeff Melvoin, reżyseria: John David Coles                                                            |
| 068 (05.05)   | Spór o rzekę                   | A River Doesn't Run Through It    | Ostatnia klasa lokalnego liceum liczy trzech chłopaków, dlatego maturzyści zwracają się do Maggie z prośbą o zostanie Królową Balu. Ma towarzyszyć Kevinowi (w tej roli Jack Black). Do Ruth-Anne przyjeżdża inspektorka skarbowa. Joel jest poza miastem. Po opublikowaniu rankingu najbogatszych mieszkańców regionu, Maurice postanawia nawiązać kontakty z Indianinem Lesterem. Chce od niego kupić działkę nad rzeką. Scenariusz: Jeff Melvoin, reżyseria: Nick Marck |
| 069 (05.06)   | Lot ptaka                      | Birds Of A Feather                | Joela odwiedzają rodzice. Lekarz stara się przyjąć ich jak najlepiej, ale drażnią go majsterkowanie i udzielanie porad medycznych przez ojca oraz dziwne zachowanie matki. Marilyn twierdzi, że Nadine ma duszę orła. Shelly nie może się doczekać chwili, w której Holling będzie uczył ich syna grać w baseball. Mężczyzna przyznaje się przed Chrisem, że sport uznaje za stratę czasu. Wkrótce wie o tym całe miasteczko. Scenariusz: Mitchell Burgess, Robin Green, reżyseria: Mark Horowitz |
| 070 (05.07)   | Różyczka                       | Rosebud                           | Maurice zleca Edowi organizację festiwalu filmowego. Maggie przywozi dzieła Orsona Wellesa. Minniefield nie jest zadowolony z pracy Eda. Leonard chce leczyć białych, dlatego przyjeżdża do Cicely poznać historie i legendy świata Zachodu. Mieszkańcy zanudzają go niedorzecznymi historiami. Ruth-Anne zachęca Joela do wstąpienia w szeregi ochotniczej straży pożarnej. Gdy jednostka odmawia przyjazdu do jego płonącego samochodu (akurat ratują kozę), grozi komendantce procesem. Scenariusz: Barbara Hall, reżyseria: Michael Fresco |
| 071 (05.08)   | Lecz się sam                   | Heal Thyself                      | Leonard zabiera Eda na wizytę domową. Pacjentką jest młoda, piękna dziewczyna. Ed poznaje „Zielonego Człowieka” – małego, złośliwego ludzika. Maggie ma dość zepsutych i brudnych urządzeń w lokalnej pralni. Kupuje pralko-suszarkę. Bez pogaduszek z sąsiadami to jednak nie to samo. Joel prowadzi zajęcia w szkole rodzenia. Holling nie może na nich powstrzymać się od niestosownych komentarzy. Scenariusz: Diane Frolov, Andrew Schneider, reżyseria: Michael Katleman |
| 072 (05.09)   | Filiżanka kawy                 | A Cup Of Joe                      | Ed znajduje stary pamiętnik. Wynika z niego, że przed laty dziadek Hollinga zjadł dziadka Ruth-Anne. Chris szkoli się na pilota. W awionetce radzi sobie świetnie, ale gdy przychodzi do egzaminu teoretycznego dopada go atak paniki. Joelowi ktoś kradnie pieniądze na opatrunki. Okazuje się, że Marilyn ma niesamowite zdolności detektywistyczne. Scenariusz: Mitchell Burgess, Robin Green, reżyseria: Michael Lange |
| 073 (05.10)   | Pierwszy śnieg                 | First Snow                        | W oczekiwaniu na pierwszy śnieg mieszkańcy Cicely jak co roku usiłują przytyć przed nadejściem zimy. Shelly w rozmowie z Minnifieldem przeczy, aby kiedykolwiek wyznała mu miłość. Maurice jest załamany. Jedna z okolicznych seniorek, Nedra Larkin, przygotowuje się na nadchodzącą śmierć. Joel nie dopuszcza do siebie myśli, że jego zdrowa, ale sędziwa pacjentka może umrzeć. Maggie remontuje salon, jednak ciągle jej czegoś w nim brakuje. Scenariusz: Diane Frolov, Andrew Schneider, reżyseria: Daniel Attias |
| 074 (05.11)   | Matczyne troski                | Baby Blues                        | Mimo zbliżającego się terminu porodu, Shelly nie czuje się gotowa na macierzyństwo. Baby shower organizowany przez Maggie zamienia się w koszmar – nawet Chris bierze udział w opowiadaniu strasznych porodowych historii. Przyszła mama ukradkiem opuszcza przyjęcie. Joel i O’Connell znów się sprzeczają, tym razem o stosunek do dzieci i rodzicielstwa. Eda odwiedza znany hollywoodzki agent. Jego wskazówki odnośnie do scenariusza całkowicie zmieniają charakter filmu. Scenariusz: Barbara Hall, reżyseria: Jim Charleston |
| 075 (05.12)   | Piaskun                        | Mr. Sandman                       | Nad Cicely pojawia się zorza polarna. Mieszkańcy śnią nie swoje sny. Ronowi śnią się damskie stopy i szpilki – do kogo należy ten sen? Holling cierpi na jadłowstręt. Z tego powodu udaje się do Joela na terapię. Pomocna okazuje się... Maggie. Na antenie radia Chris prowadzi giełdę snów. Scenariusz: David Chase, Diane Frolov, reżyseria: Michael Fresco |
| 076 (05.13)   | Roztocza są wśród nas          | Mite Makes Right                  | Po tym jak Maggie dowiaduje się o swej alergii na kurz, dostaje obsesji na punkcie roztoczy. Joel proponuje O’Connell randkę. Maurice angażuje sławnego skrzypka do oceny skrzypiec Stradivariusa, które chce kupić. Muzyk jest zafascynowany instrumentem i jest gotów zrobić wszystko, by go zdobyć. Chris tworzy kolejną instalację z metalu, jednak cierpi na kryzys twórczy. Rozmowa z Maggie o pasożytach podsuwa mu pomysł. Scenariusz: Diane Frolov, Andrew Schneider, reżyseria: Michael Vittes |
| 077 (05.14)   | Grom z jasnego nieba           | A Bolt From The Blue              | Podczas wyprawy na ryby Eda razi piorun. Chłopak jest przekonany, że to znak, dlatego prosi Leonarda i Chrisa po poradę. W ramach przygotowań do Dnia Prezydenta Maurice zatrudnia firmę pirotechniczną. Adam jest przekonany, że pracownicy firmy to tajni agenci, którzy chcą go zabić. Po 15 latach spędzonych na wieży obserwacyjnej, strażnik leśny Stan Burns traci pracę. Joel zabiera go do Cicely, by pomóc mu wrócić do ludzi. Scenariusz: Jeff Melvoin, reżyseria: Michael Lange |
| 078 (05.15)   | Dzień dobry, kocham cię        | Hello, I Love You                 | Shelly jest po terminie. Całe miasteczko z niecierpliwością czeka na nowego mieszkańca. Maggie i Joel idą na zajęcia z robótek ręcznych. Lekarzowi idzie najlepiej z całej grupy. Ruth-Anne i Walt wracają do Cicely samochodem. Kobieta całą trasę jedzie na drugim biegu, przez co w szczerym polu psuje im się silnik. Shelly spotyka w pralni małą dziewczynkę. Jest bardzo do niej podobna i nosi imię nienarodzonej córki Vincoeurów. Cicely świętuje narodziny Mirandy. Scenariusz: Mitchell Burgess, Robin Green, reżyseria: Michael Fresco |
| 079 (05.16)   | Północna gościnność            | Northern Hospitality              | Joel czuje się urażony uwagą Adama o tym, że „potrafi się ustawić”. Z niechęcią i pod presją Maggie organizuje przyjęcie dla przyjaciół. Jego nastawienie udziela się gościom. Młody chłopak popełnia samobójstwo. W liście pożegnalnym oskarża o to Chrisa. DJ przytłoczony ciążącą na nim odpowiedzialnością puszcza tylko pogodne utwory. Shelly jest niezadowolona z faktu, że Holling przed laty zrezygnował z kanadyjskiego obywatelstwa. Zabiera córkę w rodzinne strony. Vincoeur podąża do Kanady za żoną. Scenariusz: Barbara Hall, reżyseria: Oz Scott |
| 080 (05.17)   | Pewnego razu zimą              | Una Volta In L'Inverno            | Joel szykuje się do konferencji lekarzy w Juneau. Niestety złe warunki pogodowe sprawiają, że on i Maggie zostają uwięzieni w budynku lądowiska. Gdy atmosfera staje się gorąca, pojawia się Ed. Ruth-Anne chce nauczyć się języka włoskiego by móc przeczytać Boską komedię w oryginale. Nauka kiepsko jej idzie, ale za to Shelly ma niesamowity talent językowy. Walt cierpi na depresję z powodu braku słońca. Joel daje mu specjalną lampę antydepresyjną, jednak mężczyzna łamie zalecenia lekarza i ściąga na siebie kłopoty. Burmistrz Cicely, Edna Hancock, próbuje usunąć z miasteczka stado karibu, które zalega na ulicach. Scenariusz: Jeff Melvoin, reżyseria: Michael Vittes |
| 081 (05.18)   | Spotkanie z rybą               | Fish Story                        | Maggie chce przygotować Joelowi uroczystą kolację z okazji paschy. Lekarz nie jest przekonany do tego pomysłu. Podczas wędkowania z Chrisem i Edem natrafia na dużą i silną rybę, której nie może wyciągnąć. Ruth-Anne ma dosyć niegrzecznego zachowania swoich klientów. Zabiera motocykl Stevensa i rusza przed siebie. Mieszkańcy są wściekli i żądają od Eda otworzenia sklepu. Maurice krytykuje obraz Hollinga, przez co mężczyzna traci serce do malarstwa. Joel przeżywa swoją wersję historii Jonasza. Scenariusz: Jeff Melvoin, reżyseria: Bill D’Elia |
| 082 (05.19)   | Prezent od Maggie              | The Gift Of The Maggie            | U Maurice’a wybucha niewielki pożar, jednak dom wymaga usunięcia toksycznych oparów azbestu. Mężczyzna obawia się o swoje ukochane orchidee i jest zmuszony nocować gdzieś indziej. Holling chce pomóc przyjacielowi i przyjmuje go pod swój dach. Joel rozpoznaje u swojej pacjentki niezwykle rzadkie schorzenie, jednak nie ma w Cicely nikogo, kto by rozumiał znaczenie tego zawodowego sukcesu. Maggie sprowadza mu lekarza z bazy wojskowej. Chris odstępuje od zastrzelenia jelenia, którego miał na muszce. Przy swojej przyczepie znajduje butelkę alkoholu, zostawioną jakby w podzięce. Scenariusz: Mitchell Burgess, Robin Green, reżyseria: Patrick McKee                     |
| 083 (05.20)   | Samolot i chrzest              | A Wing And A Prayer               | Ed odkrywa, że Ruth-Anne i Walt spotykają się. Chociaż kobieta prosi go o dyskrecję, Indianin nie potrafi powstrzymać się przed ujawnieniem nowiny. Miranda ma zostać ochrzczona. W tym celu do Cicely przyjeżdża katolicki ksiądz. Shelly jest zdruzgotana zachowaniem męża, który otwarcie wdaje się w spory teologiczne oraz postawą duchownego, który pije alkohol, gra w kości oraz siłuje się z Hollingiem na ręce. Maggie i Maurice wspólnie składają nowy samolot. O’Connell ma dość panoszenia się Minnifielda. Scenariusz: Mitchell Burgess, Robin Green, reżyseria: Lorraine Senna                                                                                               |
| 084 (05.21)   | Trzęsienie ziemi               | I Feel The Earth Move             | W Cicely kolejny ślub! Po 8 latach związku Ron i Erick wstępują w związek małżeński. Marilyn uczęszcza na kurs pisarski. Joel jest ciekawy pamiętnika Whirlwind. Holling podejmuje się organizacji wesela. Niestety, podana przez niego cena nie pokrywa kosztów jedzenia, dlatego postanawia użyć tańszych zamienników. Maggie cierpi na zaburzenia równowagi i nudności. Wiąże to z przemianą jaka zaszła w Joelu. Scenariusz: Jed Seidel, reżyseria: Michael Fresco |
| 085 (05.22)   | Grand prix                     | Grand Prix                        | W miasteczku odbywają się wyścigi niepełnosprawnych na wózkach. Chłopak Marilyn pracuje na budowie u Lestera. Jest pod wrażeniem bogactwa Indianina. Ed udziela porady jednej z zawodniczek. Dziewczyna ma problem z dowartościowaniem. Ed śledzi Zielonego Ludzika, by zmierzyć się z demonem Kim. Scenariusz: Barbara Hall, reżyseria: Michael Lange |
| 086 (05.23)   | Więzy krwi                     | Blood Ties                        | W Cicely trwa zbiórka krwi. Minnifield ma nadzieję wygrać z inną miejscowością, dlatego jest niezadowolony, gdy dr Fleischman traci umiejętność wkłuwania się. To całkowicie odstrasza Chrisa, który czuje lęk przed donacją. Marilyn mówi Edowi, że w Cicely tylko on i pewna czterdziestoletnia kobieta mają grupę krwi ABRh-. Indianin zatrudnia prywatnego detektywa by ustalił, czy jest ona jego matką. Pod pretekstem polowania ze swoim sokołem do miasteczka przyjeżdża Jed Fleming. Prawdziwym powodem jest jednak odzyskanie O’Connell. Jed wręcza Joelowi czek z okrągłą sumą na spłatę kontraktu. Scenariusz: Mitchell Burgess, Robin Green, reżyseria: Tom Moore              |
| 087 (05.24)   | Wariat i kochanek              | Lovers And Madmen                 | Maurice przekupuje lekarza i zabiera Cala ze szpitala psychiatrycznego. Występ mężczyzny ma uświetnić uroczystą kolację z okazji urodzin oficer Semanski. Rano skrzypek ucieka. Z Chrisem kontaktuje się jego szkolna miłość. Stevens nie może doczekać się spotkania z piękną przyjaciółką, jednak rzeczywistość jest rozczarowująca. Joel znajduje w lesie dobrze zachowane ciało mamuta. Scenariusz: Jeff Melvoin, reżyseria: James Hayman |

## Seria 6
| Numer odcinka | Polski tytuł             | Angielski tytuł             | Treść |
| ------------- | ------------------------ | --------------------------- | --- |
| 088 (06.01)   | Kolacja o 19.30          | Dinner at Seven-Thirty      | Przez pomyłkę Joel wypija ziołowy napar Eda. Pod wpływem substancji doznaje wizji, w której Shelly jest jego żoną-prawniczką, Maggie opiekunką ich dzieci, Holling śpiewakiem, Maurice odźwiernym, Ed finansistą, Chris fotografem, a Ruth-Anne kierowniczką kliniki, w której pracuje Joel. Wszyscy spotykają się na przyjęciu w nowojorskim apartamencie Fleischmannów. Scenariusz: Diane Frolov, Andrew Schneider, reżyseria: Michael Fresco |
| 089 (06.02)   | Oko obserwatora          | Eye of the Beholder         | Ed zatrudnia się na pół etatu jako prywatny detektyw. Ma za zadanie ustalić, czy Hayden nie próbuje wyłudzić odszkodowania od Lestera. Młodym szamanem interesuje się córka bogacza. Zbliża się aukcja na rzecz miejscowej biblioteki. Vincoeurowie kupują skrzynkę przeterminowanego wina, którego próbuje pozbyć się Maurice, a także piękny domek dla lalek. Maggie ofiarowuje na licytację pamiątkę po dziadkach. Pełna wyrzutów sumienia walczy o odzyskanie skarbonki. Scenariusz: Mitchell Burgess, Robin Green, reżyseria: Jim Charleston           |
| 090 (06.03)   | Jom Kipur                | Shofar, So Good             | Zbliża się Jom Kipur. Joel zwalnia Marilyn za niesubordynację oraz odmawia pomocy w odbudowaniu domu dla Haydena. We śnie lekarza odwiedza jego nowojorski rabin, z którym odbywa metafizyczną podróż na wzór Opowieści wigilijnej. Holling nie może pogodzić się z tym, że jego córka Jackie ponownie odrzuciła zaproszenie. Maurice’a odwiedza angielska arystokratka. Minnifield organizuje dla niej polowanie na lisa. Scenariusz: Jeff Melvoin, reżyseria: James Hayman                                                                                |
| 091 (06.04)   | List                     | The Letter                  | Maggie czyta list, jaki przed laty napisała do samej siebie. Jej nastoletnie ja jest rozczarowane życiem, jakie wiedzie jako dojrzała kobieta. Do miasta przybywa nowy fryzjer. Mężczyzna wyczuwa u Joela guza. Świadomy możliwej diagnozy lekarz postanawia się wyszaleć przed możliwą śmiercią. Shelly jest przekonana, że ostatnie niepowodzenia są wynikiem przerwania listowego łańcuszka. Scenariusz: Meredith Stiehm, reżyseria: Jim Charleston |
| 092 (06.05)   | Szlafrok                 | The Robe                    | Cicely bierze udział w testach leku na grypę, niestety Ed miesza pigułki z substancją czynną oraz placebo. Chris prowadzi audycje jako brzuchomówca. Okazuje się, że ludzie wolą kukiełkę Ezawa od samego radiowca. Cicely odwiedza obwoźny sprzedawca. Wprost informuje Shelly, że jest diabłem i próbuje zawrzeć z nią pakt. Ceną ma być spalenie szlafroka męża. Scenariusz: Sam Egan, reżyseria: Lorraine Senna |
| 093 (06.06)   | Zarya                    | Zarya                       | Ed jest przekonany, że bóle nogi u Marilyn mają związek z nieznanym zakończeniem pewnej historii opowiadanej przed laty przez jej dziadka. W tym celu nagrywa relację Whirlwind, by wyświetlać ją przed seansami w kinie. Według opowieści Indianina w Cicely miały się odbywać rozmowy między córką cara Anastazja Nikołajewna Romanowa a Leninem. Scenariusz: Diane Frolov, Andrew Schneider, reżyseria: Jim Charleston |
| 094 (06.07)   | Proszę zapiąć pasy       | Full Upright Position       | Joel wybiera się na konferencję do Rosji. Proponuje wyjazd Maggie. Jednak zamiast udanej wycieczki spędzają długie godziny uwięzieni w samolocie na lotnisku. Maurice przyucza swego młodego kuzyna do przejęcia w przyszłości koncernu Minnifielda. Chłopak nie spełnia oczekiwań wuja. Chris jest zafascynowany zjawiskiem elektryczności. Tworzy kolejną instalację. Joel oświadcza się Maggie. Scenariusz: Mitchell Burgess, Robin Green, reżyseria: Oz Scott                                                                                           |
| 095 (06.08)   | W górę rzeki             | Up River                    | Maurice wysyła Eda w górę rzeki, by ściągnął z powrotem Joela do Cicely. Mężczyzna opowiada szamanowi, dlaczego postanowił zamieszkać w osadzie rdzennych Indian i nie wracać do miasteczka. Nie tylko lekarz przechodzi ciężkie chwile – Chris nie wytrzymuje nerwowo z powodu przedłużającego się remontu swojej siedziby. Po tym jak Walt wyrusza na wielotygodniowe polowanie, Ruth-Anne uświadamia sobie jak głębokim uczuciem darzy trapera. Scenariusz: Diane Frolov, Andrew Schneider, reżyseria: Michael Fresco                                    |
| 096 (06.09)   | Synowie Tundry           | Sons of the Tundra          | Do Cicely przyjeżdżają Phil i Michelle Capra. On jest lekarzem ściągniętym na miejsce Joela, ona dziennikarką. Holling stara się o przyjęcie do zamkniętego klubu Synów Tundry. Prosi Maurice’a o wsparcie jego kandydatury. Ed zjada mięso kruka i widzi przyszłość. Zastanawia się, czy ma prawo zapobiec niektórym nadchodzącym wydarzeniom. Joel składa niezapowiedzianą wizytę Hollingowi. Scenariusz: Jeff Melvoin, reżyseria: Michael Vittes |
| 097 (06.10)   | Polityka                 | Realpolitik                 | Maggie zostaje burmistrzem Cicely. Na radzie miasta kłóci się z pozostałymi członkami o wywóz śmieci. Władza i pozycja O’Connell działa pobudzająco na Chrisa. Na zaproszenie Joela Phil Capra odwiedza Manonash. Obaj lekarze spędzają godziny na grze w golfa. Marilyn kupuje psa, by zarabiać na jego rozmnażaniu. Niestety zostaje oszukana przez sprzedawcę. Scenariusz: Sam Egan, reżyseria: Victor Lobl |
| 098 (06.11)   | Wielka grzybnia          | The Great Mushroom          | O’Connell dopadają wizje rychłej śmierci Joela, dlatego składa mu urodzinową wizytę w indiańskiej osadzie. Caprowie zapraszają kilka osób na przyjęcie powitalne. Wkrótce ich dom jest pełen nieproszonych gości. Ed szuka brakującego składnika jednej z szamańskich receptur. Scenariusz: Diane Frolov, Andrew Schneider, reżyseria: James Hayman |
| 099 (06.12)   | Mój dom jest twoim domem | Mi Casa, Su Casa            | Marilyn przybywa do Manonash na potlacz. Joel stara się ją przekonać o zmianach, jakie w nim zaszły od chwili przeprowadzki. Pod nieobecność Maurice’a Ed ma opiekować się jego domem. Oszołomiony możliwościami chłopak zaprasza znajomych do rezydencji i naśladuje zachowania swego pracodawcy. Maggie jako pośrednik nieruchomości pomaga Hollingowi i Shelly w kupnie domu. Ich wybór pada na siedzibę oficer Semanski, jednak mężczyzna ciągle wstrzymuje finalizację transakcji. Scenariusz: Mitchell Burgess, Robin Green, reżyseria: Daniel Attias |
| 100 (06.13)   | Zła woda                 | Horns                       | Maurice rozpoczyna nowe przedsięwzięcie – butelkowaną wodę z Cicely. Phil Capra podejrzewa, że to właśnie ona jest przyczyną anormalnego zachowania mieszkańców – kobiety zachowują się jak mężczyźni, a ci nabierają kobiecych cech. Cal cierpi z powodu braku audytorium, dlatego wiele ryzykując grywa nocami na dachach domów. Joel otrzymuje pismo stwierdzające, iż dodatkowy rok jego odpracowania studiów nie miał podstawy prawnej i nie jest już związany kontraktem. Scenariusz: Jeff Melvoin, reżyseria: Michael Fresco                         |
| 101 (06.14)   | Matczyna klątwa          | The Mommy's Curse           | Ruth-Anne proponuje Waltowi etat w sklepie. Mężczyzna nie nadaje się jednak do pracy z klientem i para zrywa ze sobą. Maurice jest zazdrosny o zażyłość łączącą Hollinga i nowego lekarza. Maggie odwiedza matka ze swoim nowym partnerem. Gdy mężczyzna niespodziewanie umiera, O’Connell nabiera przekonania o istnieniu rodzinnej klątwy. Scenariusz: Mitchell Burgess, Robin Green, reżyseria: Michael Lange |
| 102 (06.15)   | Wyprawa                  | The Quest                   | Joel znajduje starą mapę, na której zaznaczone jest mityczne Kryształowe Miasto. Razem z Maggie udają się na wyprawę na północ. Chris pozywa doktora Caprę o błąd w sztuce lekarskiej. Maurice uprzedza Hollinga i Shelly, że Michelle ma napisać recenzję ich lokalu do jednego z przewodników. Joel i Maggie docierają do celu. To ostatni odcinek z udziałem Roba Morrowa. Scenariusz: Diane Frolov, Andrew Schneider, reżyseria: Michael Vittes |
| 103 (06.16)   | Szczęśliwi ludzie        | Lucky People                | Phil i Michelle kupują ziemię na Alasce gdy okazuje się, że nie stać ich na budowę wymarzonego domu, a mężczyzna ma agorafobię. Michelle jest urażona faktem, że ktoś anonimowo ofiarował jej ubrania. Maurice obdarowuje Mirandę drogimi prezentami. Twierdzi, że dziewczynka jest inkarnacją jego zmarłego wuja. Chris i Maggie remontują zabytkowego Forda T, który należał do założycielek miasta. Scenariusz: Diane Frolov i Andrew Schneider, reżyseria: Janet Greek                                                                                  |
| 104 (06.17)   | Absolwent                | The Graduate                | Maggie kupuje kino i zatrudnia w nim Eda oraz córkę Lestera, Heather Haines. Do Cicely przybywa Patrick – chce podziękować Hollingowi za czeki, jakie otrzymywała jego matka przez wiele lat. Chłopak jest przekonany, że były to... alimenty. Chris jest bliski zdobycia tytułu magistra z literatury porównawczej. W tym celu do miasteczka przybywają dwaj nielubiący się profesorowie. Scenariusz: Sam Egan, reżyseria: James Hayman |
| 105 (06.18)   | Mała Italia              | Little Italy                | Phil odkrywa, że w Cicely mieszka kilka włoskich rodzin. Ku rozpaczy Michelle angażuje się w ich długoletnie spory. Ruth-Anne nadaje dla państwowej rozgłośni krótkie historie z życia alaskańskiego miasteczka. Audycja zostaje entuzjastycznie przyjęta przez mieszkańców, którzy walczą teraz o uwagę kobiety. Wśród obowiązków burmistrza Cicely jest doradztwo małżeńskie. Na kanapie Maggie siadają Shelly i Holling. Scenariusz: Jeff Melvoin, reżyseria: Stephen Cragg                                                                              |
| 106 (06.19)   | Kręgle                   | Balls                       | Lester jest gotów zostać producentem filmu Eda, jeśli ten przestanie umawiać się z jego córką. Mieszkańcy Cicely przygotowują się do sportowego pojedynku z innym miasteczkiem. Michelle świetnie gra w kręgle, lecz Phil źle znosi sukcesy żony. Chris szuka dla Maggie partnera do gry. Scenariusz: Jeff Melvoin, reżyseria: Scott Paulin |
| 107 (06.20)   | Przystanek autobusowy    | Bus Stop                    | Michelle postanawia wyreżyserować sztukę teatralną. Początkowo entuzjastycznie nastawieni mieszkańcy swoimi autorskimi pomysłami niweczą koncepcję reżyserki. Okazuje się, że przed laty w Cicely również próbowano wystawić spektakl, jednak nigdy nie doszło do premiery. Scenariusz: Mitchell Burgess and Robin Green, reżyseria: Daniel Attias |
| 108 (06.21)   | Niedźwiadek              | Ursa Minor                  | Ed natrafia w lesie na młode niedźwiedziątko. Indianin odkrywa ciężar obowiązku towarzyszący rodzicielstwu. Chris uświadamia sobie uczucia, jakie żywi do Maggie. Zaniepokojony nowym dla niego stanem, postanawia rozwiać swoje wątpliwości w świadomie kontrolowanych snach. Maurice nie może pogodzić się ze zmaleniem ludności miasteczka. Jego idea Riwiery Północy jest zagrożona. Scenariusz: Sam Egan, reżyseria: Patrick McKee |
| 109 (06.22)   | Nauka tańca              | Let’s Dance                 | Minnifielda odwiedza Cal, który postanawia oddać się w ręce policji i wrócić do szpitala psychiatrycznego. Oficer Semanski jest pod wrażeniem postawy muzyka. Zauroczenie kobiety zauważa towarzyszący eskorcie Maurice. Michelle krytykuje męża za brak manier i zachęca do udziału w dorocznym balu. Do imprezy przygotowuje się także Chris. Marilyn każe mu uczyć się walca w towarzystwie pewnej pyskatej trzynastolatki. Scenariusz: Sam Egan, reżyseria: Michael Vittes                                                                              |
| 110 (06.23)   | Świątynia spokoju        | Tranquility Base (Our Town) | Maurice zaprasza przyjaciół do swojej nowej letniej rezydencji. Planuje oświadczyć się oficer Semanski. Chris cierpi z powodu nieobecności Maggie. Holling po długim pobycie w puszczy nabrał zwierzęcych zachowań. Michelle ma problem z podejmowaniem decyzji. Podczas spaceru spotyka nowojorskiego rabina, który szuka Joela. Scenariusz: Mitchell Burgess, Robin Green, reżyseria: Michael Fresco |